# جافخان (اوفس)
شهرستان جافخان یا جابخان یا زاوخان (به زبان مغولی: Завхан сум، [Zavxan sum]؛ ᠵᠠᠪᠬᠠᠨ ᠰᠤᠮᠤ، [jabqan sumu]) یک شهرستان (سُوم) در مغولستان است که در استان اوفس واقع شده‌است.

## تقسیمات اداری
شهرستان جافخان متشکل از ۴ قصبه (باغ) می‌باشد، شامل:
- آیراغ‌نور (مغولی: Айраг нуур баг، [Ajrag nuur bag]؛ ᠠᠶᠢᠷᠠᠭ ᠨᠠᠭᠤᠷ ᠪᠠᠭ، [ayiraɣ naɣur baɣ])
- خارماخت (مغولی: Хармагт баг، [Xarmagt bag]؛ ᠬᠠᠷᠮᠠᠭᠲᠤ ᠪᠠᠭ، [qarmaɣtu baɣ])
- خیارغاس‌نور (مغولی: Хяргас нуур баг، [Xjargas nuur bag]؛ ᠬᠢᠷᠭᠢᠰ ᠨᠠᠭᠤᠷ ᠪᠠᠭ، [qirɣis naɣur baɣ])
- شاربلاغ (مغولی: Шар булаг баг، [Šar bulag bag]؛ ᠰᠢᠷ᠎ᠠ ᠪᠤᠯᠠᠭ ᠪᠠᠭ، [šir-a bulaɣ baɣ])